# Michael Forsman
Arne Michael Forsman, född 21 september 1958 i Stockholm, är en svensk företagsledare i finansbranschen.
Michael Forsman är ägare av Auktoritet Inkasso AB.
Michael Forsman var gift med Elisabet Astrid Maria  Forsman (född Kallings Stockholm)1988-2004 och de fick två döttrar, Jessica Forsman1988 och Lovisa Forsman 1989 
Michael Forsman var tillsammans med Bo Göransson grundare av Intrum Finans, den förste[källa behövs] att introducera factoring av typen fakturaköp till Sverige, 1993. 
Michael Forsman var initiativtagare[källa behövs] till Sveriges första privatsponsrade[förklaring behövs] allmänna väg, som sträcker sig mellan Särvsjö och Messlingen i Härjedalen. Vägen är 2,2 mil lång och invigdes av landshövdingen Sven Heurgren, 1993.